# روبرتو موتزی
روبرتو موتزی (ایتالیایی: Roberto Muzzi؛ زادهٔ ۲۱ سپتامبر ۱۹۷۱) بازیکن فوتبال بازنشسته اهل ایتالیا است.
از باشگاه‌هایی که در آن بازی کرده‌است می‌توان به باشگاه فوتبال آ.اس. رم، باشگاه فوتبال کالیاری، باشگاه فوتبال اودینزه، باشگاه فوتبال پیزا، باشگاه فوتبال پادوا، باشگاه فوتبال لاتزیو و باشگاه فوتبال تورینو اشاره کرد.
وی همچنین در تیم‌های ملی فوتبال زیر ۲۱ سال ایتالیا و المپیک ایتالیا بازی کرده‌است.